# Юпітер Шторм
Джовіан Шторм був прогресивним рок-гуртом 1990-х років, заснованим в Атланті, штат Джорджія, США. Засновник Джоел Коше, який дебютував у музиці з цією групою, згодом став гітаристом всесвітньо відомого рок-гурту Collective Soul.
Черпаючи натхнення переважно з класичних прогресивних гуртів, таких як Kansas, Queen, Rush і Yes, і не боячись іноді вставляти рефрени попмузики 1980-х або класичні пасажі, Джовіан Шторм створили театральний стиль, який суперечив сирому, мінімалістичному стилю гранжу, що домінував у рок-музиці в середині-кінці 1990-х. В інтерв'ю 2012 року Коше описав звучання Jovian Storm як "що завгодно — прогресив, поп, старі речі у стилі вісімдесятих, ну, справді все, крім того, що було популярним на той час!
Перший і єдиний альбом Magic Show продемонстрував таланти кожного учасника гурту складними, незвичайними аранжуваннями, як, наприклад, у заголовному треку — 10-хвилинній епопеї, яка включала фортепіанно-ударну сонату в середині. Сьогодні цей альбом є рідкісною знахідкою для колекціонерів, значною мірою завдяки посмертній славі Коше, а також через суперечку щодо втрачених/викрадених студійних плівок, що завадило лейблу надрукувати більше компакт-дисків. Нещодавно інтерес до Jovian Storm відродився після того, як MTV повідомило про відновлення зниклих студійних плівок, на яких було знайдено невиданий матеріал та альтернативні треки, які зараз реміксуються для перевидання Magic Show до 20-річного ювілею у 2015 році.

## Альбоми
Jovian Storm випустили лише один офіційний альбом Magic Show (1994), хоча існує бутлеґ-концертний альбом Magic Smiths. "Magic Show" був як улюбленим, так і ненависним для критиків: його любили за віртуозність, але ненавиділи за інструментальну надмірність. Журнал Rolling Stone назвав його "сміливим і прекрасним", тоді як журнал Blender дав "Magic Show" лише двослівний відгук: "Magic Shit".
Другий альбом був у розробці в 1995 році, і, як повідомляється, мав бути ще більш показним, ніж перший (можливо, у відповідь критикам). Другий альбом мав містити 40-хвилинний твір під неофіційною назвою «Atlantis Falls: The Five-Part Trilogy» («Водоспад Атлантиди: п'ятичастинна трилогія»), що було очевидним жартівливим натяком на власну претензійність. Однак, з невідомих причин, цей альбом так і не був завершений. Повідомляється, що бутлег Magic Smiths містить значну частину невиданого матеріалу, який був виконаний наживо в театрі Coca-Cola в Атланті.